# Псковский переулок
Псковский переулок — переулок в центре Москвы в районе Зарядье, существовавший до середины 1960-х годов между улицей Варваркой и Москворецкой набережной.

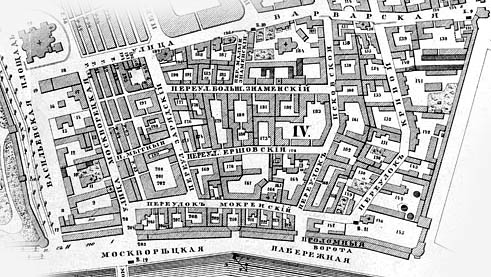
Переулки Зарядья (фрагмент плана Городской части из Атласа Москвы А. Хотева 1853 года)

## Происхождение названия
Назван в XVII веке, так как спускался с «Псковской горы», куда в XVI веке после присоединения Псковской республики к Москве поселили торговых людей из этого города.

## История
Переулок спускался от Варварки между колокольней церкви Георгия на Псковской Горе и Знаменским монастырём. Первоначально переулок доходил только до Мокринского переулка. После того, как в 1782 году в стене Китай-города были сделаны проломные ворота, переулок получил выход на берег Москвы-реки. Псковский переулок окончательно снесли в середине 1960-х годов в связи со строительством в 1964—1967 годах гостиницы «Россия».